# Jan Gąsior

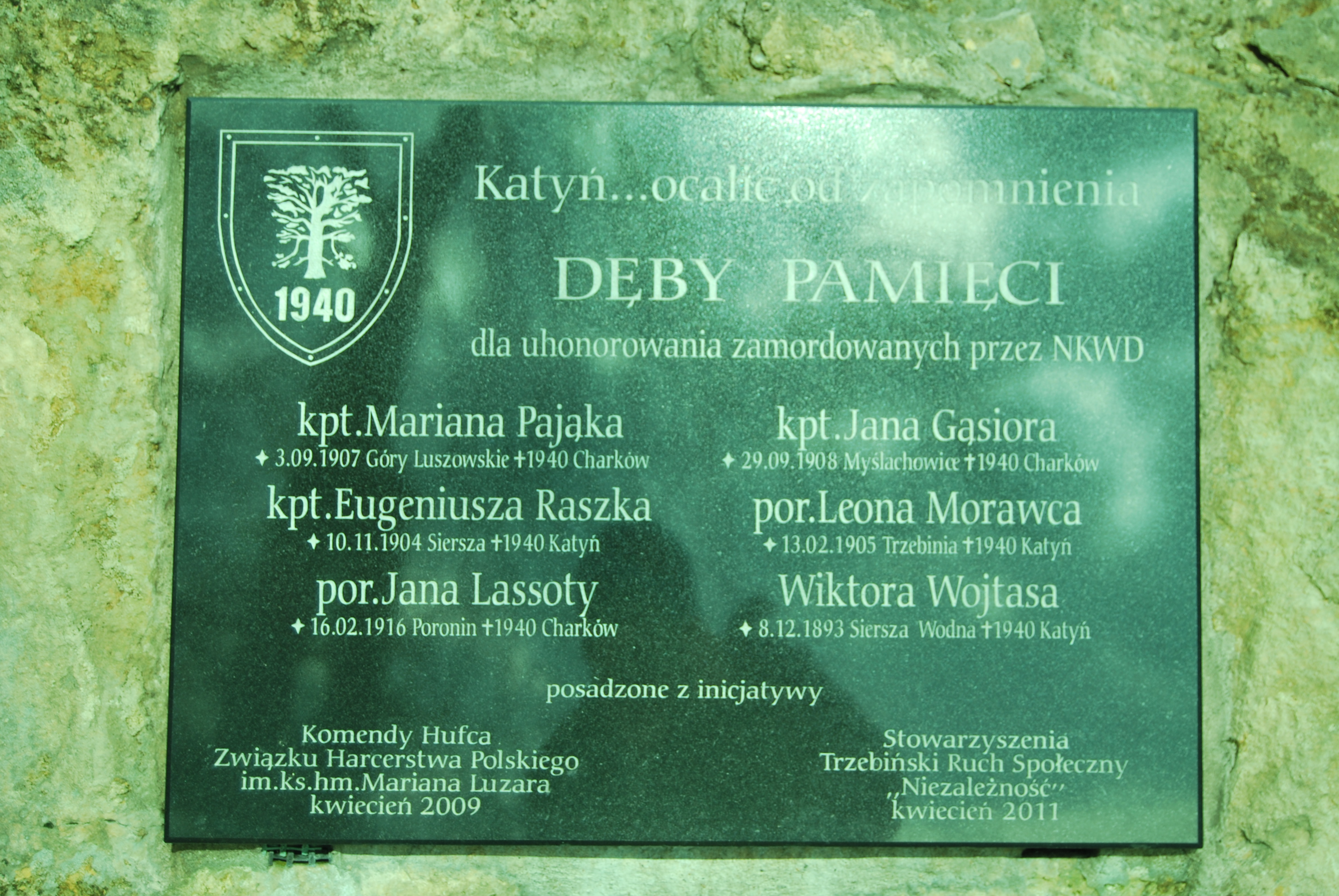
Kamień pamiątkowy przy Dębie Pamięci m.in. Jana Gąsiora w Trzebini.

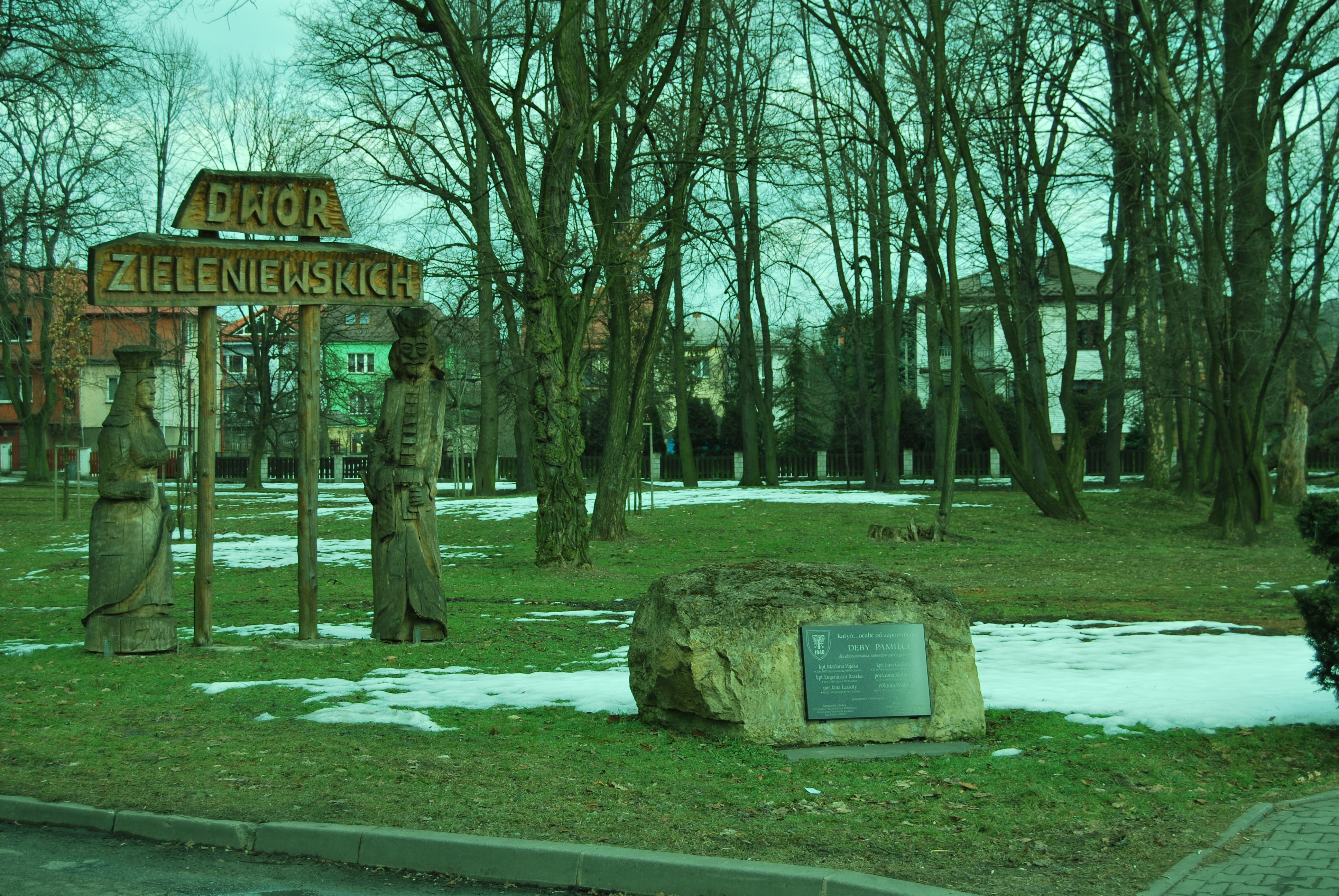
Kamień pamiątkowy przy Dębie Pamięci w Trzebini.

Jan Gąsior (ur. 29 września 1908 w Myślachowicach, zm. wiosną 1940 w Charkowie) – porucznik piechoty rezerwy Wojska Polskiego, ofiara zbrodni katyńskiej.

## Życiorys
Urodził się 29 września 1908 w Myślachowicach w rodzinie Andrzeja i Ludmiły z Jureckich. W 1928 ukończył Gimnazjum w Chrzanowie. Odbył szkolenie w Batalionie Podchorążych Rezerwy Piechoty nr 5. Ponadto odbył ćwiczenia rezerwy w 12 Pułku Piechoty, jako adiutant batalionu i dowódca plutonu (1931, 1933, 1935/1936, 1937/1938). 
W czasie kampanii wrześniowej 1939 – po agresji ZSRR na Polskę – w nieznanych okolicznościach dostał się do niewoli sowieckiej. Przebywał w obozie w Starobielsku. Wiosną 1940 został zamordowany przez funkcjonariuszy NKWD w Charkowie i pogrzebany potajemnie w bezimiennej mogile zbiorowej w Piatichatkach, gdzie od 17 czerwca 2000 mieści się oficjalnie Cmentarz Ofiar Totalitaryzmu w Charkowie. Figuruje na Liście Starobielskiej NKWD, pod poz. 774. 

## Upamiętnienie
5 października 2007 minister obrony narodowej Aleksander Szczygło mianował go pośmiertnie na stopień kapitana. Awans został ogłoszony 9 listopada 2007 w Warszawie, w trakcie uroczystości „Katyń Pamiętamy – Uczcijmy Pamięć Bohaterów”.
W ramach akcji „Katyń... pamiętamy” / „Katyń... Ocalić od zapomnienia”, zostały zasadzone Dęby Pamięci honorujące Jan Lassota, Eugeniusz Raszek, Marian Pająk, Jan Gąsior, Wacław Aubrecht, Leon Morawiec w parku Dworu Zieleniewskich w Trzebini.